# بني حاج (أمتار)
بني حاج هي إحدى مشيخات المملكة المغربية، تتبع جغرافيا لإقليم شفشاون وإداريًا لأمتار. يقدر عدد سكانها بـ 4040 نسمة حسب الإحصاء الرسمي للسكان والسكنى لسنة 2004.